# Нікітін Максим Олександрович
Макси́м Олекса́ндрович Нікі́тін — лейтенант Збройних сил України, учасник російсько-української війни.

## З життєпису
Станом на серпень 2018 року — молодший лейтенант. Проживає у Вільшанці Кіровоградської області.

## Нагороди та вшанування
- Указом Президента України № 878/2019 від 4 грудня 2019 року за «особисті заслуги у зміцненні обороноздатності Української держави, мужність і самовіддані дії, виявлені у захисті державного суверенітету та територіальної цілісності України, зразкове виконання військового обов'язку» нагороджений орденом Богдана Хмельницького II ступеня[1].
- Указом Президента України № 238/2018 від 23 серпня 2018 року за «особистий внесок у зміцнення обороноздатності Української держави, мужність і самовідданість, виявлені під час бойових дій, високий професіоналізм та зразкове виконання службових обов'язків постановляю» нагороджений орденом Богдана Хмельницького III ступеня[2].